# ニコラ・ザッカリア
ニコラ・ザッカリア（Nicola Zaccaria, 1923年3月9日 - 2007年7月24日）は、ギリシャ出身のバス歌手。本名はニコラス・アンゲロス・ザカリウー(Nicolas Angelos Zachariou)。
ピレウスの生まれ。地元の聖歌隊でメネラウス・パランティウの指導を受けた後、アテネ音楽院でミルトス・ヴィシノーの薫陶を受ける。1943年から歌劇場の合唱要員として経験を積み、1949年のアテネ国立歌劇場に於いて、ガエターノ・ドニゼッティの《ランメルモールのルチア》のライモンド役でデビューを果たした。1953年にはジュゼッペ・ヴェルディの《リゴレット》のスパラフチーレ役を歌ってミラノ・スカラ座に初出演を飾った。翌年にはクリストフ・ヴィリバルト・グルックの《アルチェステ》の伝令役としてマリア・カラスと初共演している。1957年にはカラスの歌うヴィンチェンツォ・ベッリーニの《ノルマ》でオロヴェーゾ役を歌い、コヴェントガーデン王立歌劇場に初出演した。同年、ザルツブルク音楽祭に出演し、ルートヴィヒ・ヴァン・ベートーヴェンの《フィデリオ》のドン・フェルナンド役やヴェルディの《ドン・カルロ》の宗教裁判長役を務め、以後度々出演を果たした。1958年にはイルデブランド・ピツェッティの《大聖堂の殺人》の初演にも参加している。1974年にはダラスでアンブロワーズ・トマの《ミニョン》のロターリオ役でマリリン・ホーンと共演し、後にホーンと結婚した。
アテネにて死去。